# روبرت بيريني

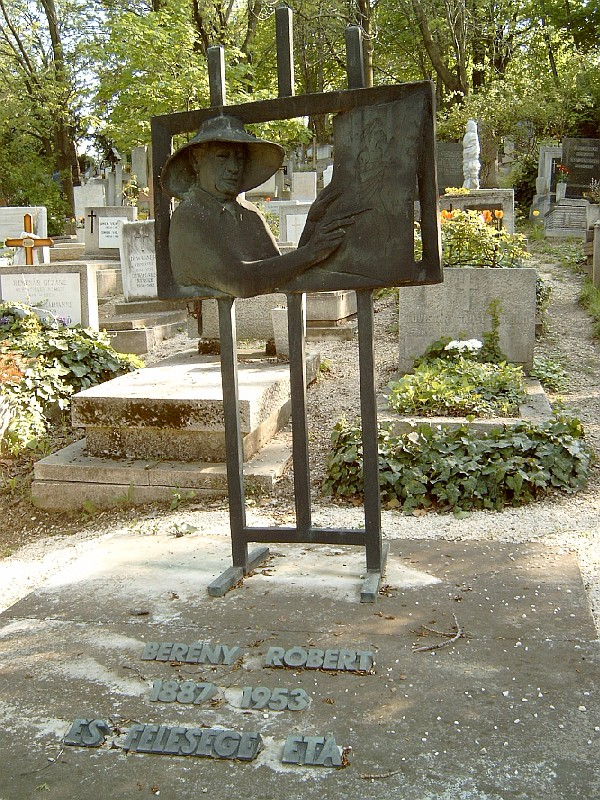
قبر روبرت بيريني

روبرت بيريني (بالمجرية: Berény Róbert)‏ (1887 – 1953م في بودابست ) هو رسام مجري، وواحد من مجموعة الطليعة المعروفة باسم الثمانية الذين قدموا التكعيبية والتعبيرية إلى الفن المجري في أوائل القرن العشرين قبل الحرب العالمية الأولى . درس وعرض في باريس أثناء شبابه واعتُبر أيضًا أحد الفوار المجريين .

## النشأة والتعليم
وُلد روبرت بيرني في بودابست في عام 1887. عندما كان شابًا في السابعة عشر من عمره ، درس في عام 1904 تحت إشراف الفنان تيفادار زيمبليني لعدة أشهر قبل أن ينتقل للدراسة في أكاديمية جوليان في باريس .   
بينما كان هناك ، تأثر بيريني بشكل خاص بالقوة الفنية في أعمال بول سيزان . كما تبنى بعض استخدامات ألوان حركة الفوار، وعرضها في صالون دوتون مع الفنانين الفرنسيين من الفوار.  

## المهنة
يشتهر بيريني بفنونه التشكيلية التي تجمع التعبيرية والتكعيبية، والتي طورها بالتعاون مع مجموعة الطليعة المعروفة باسم الثمانية. أقامت هذه المجموعة أول معرض لها في بودابست في عام 1909م. وكان من بينهم القائد كارولي كيرنستوك ، لاجوس تيهاني ، بيلا Czóbel و Dezső Czigány و أودون مارفي و Dezső Orbán و Bertalan Pór . وأدخل بيبريني التأثيرات الفرنسية مما تعلمه في باريس.
في معرضهم التالي ، في عام 1911م، عرف أعضاء المجموعة أنفسهم باسم أنيولاك ، أو الثمانية. وشكلوا قلب الحداثة التجريبية، وكانوا جزءًا من التيارات الفكرية الراديكالية في الموسيقى والأدب أيضًا. أهم أعمال بيريني في هذه الفترة المبكرة هي بورتريه للملحن بيلا بارتوك (1913م). وفي تلك السنة قام أيضًا برسم لوحة المشهد.
في عام 1919م، شارك بيريني في الحياة الفنية للجمهورية الديمقراطية الهنغارية، وكان رئيسًا لقسم الرسم في مديرية الفنون. بعد سقوط الجمهورية في ذلك العام ، هاجر بيريني إلى برلين، مع العديد من الفنانين والكتاب الهنغاريين الآخرين. عاش وعمل هناك لعدة سنوات، واستمر في التركيز على التكعيبية والتعبيرية. ولم يعد إلى المجر حتى عام 1926م.
بعد عام 1934م، عمل في زيبجيني ، بالقرب من نهر الدانوب في شمال المجر. كما حصل على جائزة Szinnyei في عام 1936م.
خلال السنة الأخيرة من الحرب العالمية الثانية ، دمرت ورشة بيريني إلى جانب العديد من أعماله. وبعد الحرب ، في ظل الحكومة الشيوعية ، أصبح مدرسًا فيما يعرف الآن بالجامعة المجرية للفنون الجميلة في بودابست. توفي عام 1953م.

## أعماله المُعاد اكتشافها
تمت إعادة اكتشاف لوحة فنية من تصميم بيريني بعنوان السيدة النائمة والمزهرية السوداء ، والتي لم يكن مكانها معروفًا منذ عام 1928م، عن طريق الصدفة في عام 2009م من قبل مؤرخ الفنون جيرجيلي باركي عند مشاهدة فيلمستيوارت ليتل عام 1999م مع ابنته، حيث تم استخدام اللوحة كدعامة. كانت إحدى المصممات المساعدات قد اشترت اللوحة بثمن زهيد من متجر تحف في كاليفورنيا لاستخدامه في الفيلم، واحتفظت بها في منزلها بعد انتهاء الإنتاج. بيعت اللوحة في مزاد في بودابست في 13 ديسمبر 2014م مقابل 229،500 يورو. 

## المعارض
- 1991-1992 ، الوقوف في العاصفة: المجرية الطليعية من 1908-1930 ، متحف سانتا باربرا للفنون ، سانتا باربرا ، كاليفورنيا [11]
- 2006 ، Fauves Hungarian from Paris to Nagybánya ، 1904-1914 ، 21 مارس - 30 يوليو 2006 ، المعرض الوطني الهنغاري [8]
- 2010 ، و Nyolcak (الثمانية): معرض المئوية ، 10 ديسمبر 2010 - 27 مارس 2011 ، متحف جانوس بانيونيوس ، بيكس [12]
- 2012 ، الثمانية. طريق المجر السريع في العصر الحديث (Die Acht. Ungarns Highway in die Moderne) ، 12 سبتمبر - 2 ديسمبر 2012 ، بنك النمسا كونستفورم ، فيينا ، بالتعاون مع متحف الفنون الجميلة وماجيار نمزيتي غاليريا ، بودابست [13]

## الروابط والمصادر الخارجية
- "روبرت بيريني" ، الفنون الجميلة في المجر